# Schizopera nichollsi
Schizopera nichollsi är en kräftdjursart som beskrevs av Soyer 1974. Schizopera nichollsi ingår i släktet Schizopera och familjen Diosaccidae. Inga underarter finns listade i Catalogue of Life.